# Lorum

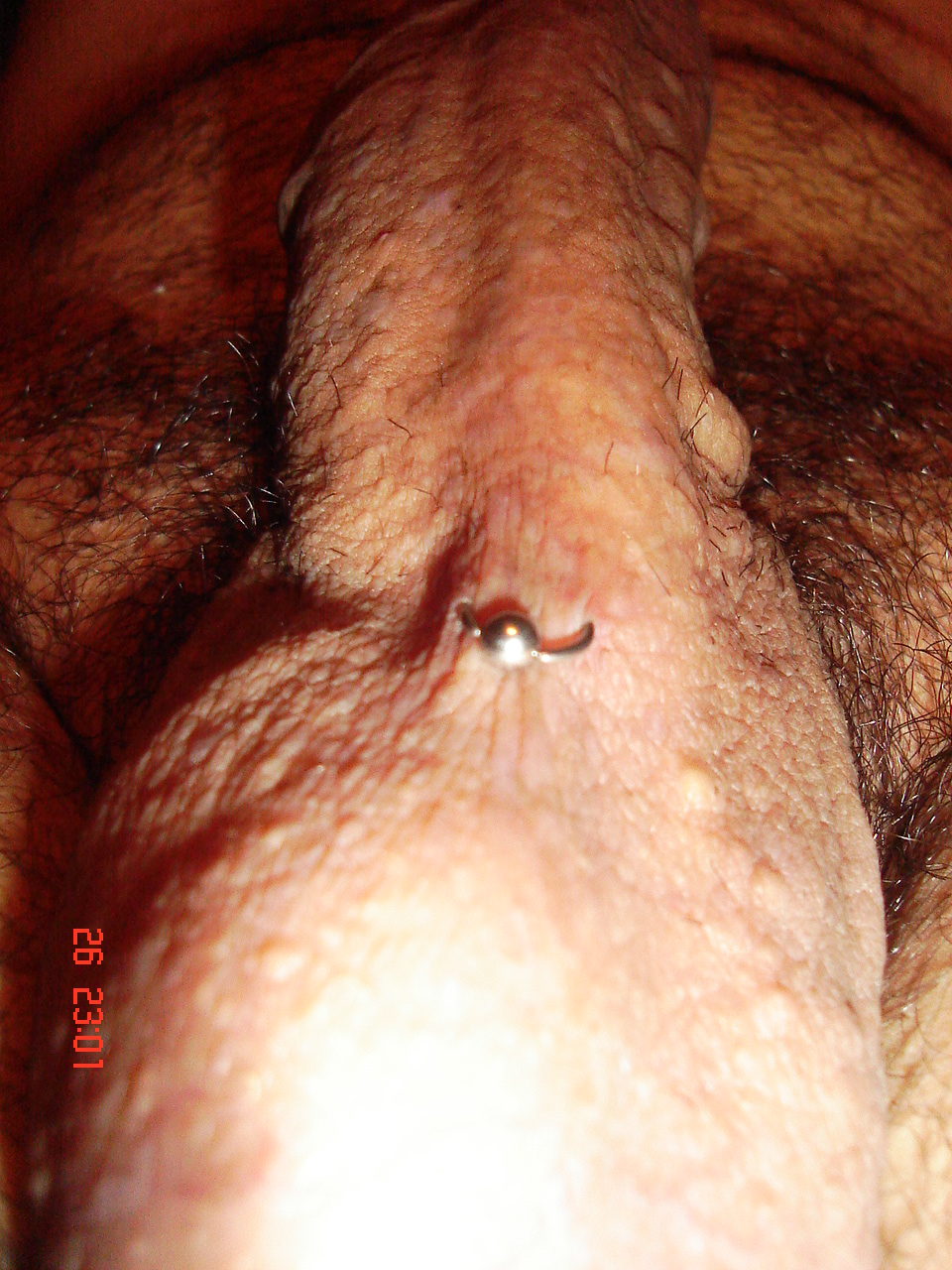

Lorum é um piercing genital masculino, colocado horizontalmente na parte inferior do pênis em sua base, onde o pênis encontra o escroto. A palavra "lorum" é uma junção das palavras "Low" e "Frenum", assim chamado porque é essencialmente um piercing de freio colocado muito baixo. Bem como o piercing no freio lorum pode ter vários degraus acrescentados e ser de uma escada também.
Não existe informação disponível sobre o risco de infecção do piercing.
Jóias normalmente usadas neste piercing incluem o piercing barbell reto e o captive bead ring. Contudo, tem havido casos em que outras jóias, tais como pregos e halteres ferradura têm sido utilizados. Nota: o prego que geralmente implica um posicionamento bastante superficial ou alongamento do espaço tornou-se superficial.